# Ерсика
Е́рсика (латыш. Jersika, латг. Gersika; прежние названия — рус. Царьград, в историографии — Герцике, Герцеке, лат. Gercike, Gerceke, нем. Gerzikе, Zargrad) — село в Ерсикской волости Ливанского края Латвии, расположенное на правом берегу реки Даугава. В 2 км от села находится древнее городище исторического центра Герсикского княжества, существовавшего в XIII веке.

## Название
Предлагались различные варианты происхождения западноевропейского названия Герцике (Gercike, Gerzike, Gerseke), в древнерусских источниках такой топоним не зафиксирован. При этом данное название возводилось к словам «городище», «град» и другим.
По мнению Е. Л. Назаровой, из-за того, что указанная территория находилась под балто-финским влиянием, название «Герцике» следует выводить из финских языков. В эстонском языке «järsak» означает «обрыв, крутизна»; на финском «ääri» — «край, конец, предел». При этом передача jär как ger на латыни и в немецком языке имеет подтверждения в источниках XIII века. Например, эстонская область Järvimaa в хрониках и в других документах зафиксирована как Gerwen.
И. Э. Клейненберг реконструировал древнерусское название города Ерсики в форме Ярск (Ярьскъ).

## История
Археологические раскопки показывают, что Герцикское городище возникает уже в X веке, когда были проведены работы по изменению рельефа его горы. Видимо, это время присоединения латгалов к Древнерусскому государству. В XI веке в Герцике возводится земляное укрепление и строится деревянная крепость. На замковом городище обнаружены остатки мастерских ремесленников и другие деревянные постройки. По археологическим данным посад Герцике был заселён с XI века. С этого же времени недалеко от города появляется могильник с латгальскими и славянскими захоронениями (он функционировал в XI—XIII веках). На городище, посаде и могильнике обнаружены православные крестики.
Герцике и его округа подчинялись Полоцкому княжеству. Зависимые от русских князей земли располагались вплоть до устья Двины с выходом на Балтийское море. Так продолжалось вплоть до германского нашествия 1201—1226 годов.

### Герсикское княжество
Уже к концу XII века подвластный Полоцку Герцике был не просто укреплённым замком, а важным торгово-ремесленным городом со многими домами и православными храмами. По рассказу Генриха Латвийского в «Хронике Ливонии», здесь правил и владел окружающими землями князь Всеволод (Виссевалде, rex Wissewalde de Gercike) как вассал полоцкого князя Владимира (приблизительно 1184—1216 годы).
В начале XIII века Герсикское княжество включало в свои владения бассейны Западной Двины и Гауи, в том числе всю Лотыгольскую землю, и контролировало важную сухопутную дорогу Рига — Псков. Однако зависимость различных земель от Герцике была неодинаковой. В полном подчинении находились земли к востоку от реки Айвиексте. В документе 1211 года только о них говорится как о владениях герсикского князя. Также далее на запад, вниз по течению Двины, находилось небольшое Кукейносское княжество, зависимое от Всеволода. Здесь до 1208 года правил князь Вячко.
В 1184 году князь Владимир дал разрешение прибывшему в нижнее Подвинье католическому монаху Мейнарду (Мейнгарду фон Зегебергу) проповедовать в подвластных Полоцку землям среди язычников-ливов. Мейнард обосновался в Икскюле (Икесколе, Икшкиле). Уже в 1185 году он построил здесь замок, а в 1186 году — церковь. В «Хронике» Генриха Латвийского говорится: «Получив позволение, а вместе и дары от короля полоцкого, Владимира, которому ливы, ещё язычники, платили дань, названный священник смело приступил к божьему делу, начал проповедовать ливам и строить церковь в деревне Икесколе». В целом христианизация, как и немецкая торговля в нижнем Подвинье, проходили мирно. Выходцы из Западной Европы старались действовать с соблюдением договоренностей с прибалтийскими племенными общинами, признавались ими и права русских князей.
Но в 1201 году для восточной Прибалтики началась новая эпоха — немецкие рыцари-крестоносцы во главе епископом Альбертом (Альбрехтом фон Буксгевденом) силой заняли устье Западной Двины, а в 1202 году основали здесь свой важнейший форпост — Ригу. В том же году на захваченных землях Прибалтики был основан немецкий Орден меченосцев. Крестоносцы сразу стали расширять подвластную им территорию, постепенно захватывая и земли данников русских князей (см. Северные крестовые походы). Ответом на это стали походы русских князей против Ордена меченосцев.
Правивший же в Герцике князь Всеволод (как и полоцкий князь Владимир) считал местных жителей на землях в низовьях Двины своими данниками. Он отстаивал свои владельческие права против немцев, в том числе и военной силой. Всеволод также поддерживал и особые союзнические отношения с литовцами-язычниками. Взяв в жёны дочь литовского вождя Довгерда, Всеволод не стеснялся устраивать с участием литовцев набеги на постепенно захватываемые крестоносцами поселения своих прежних подданных ливов, вендов, эстов и леттов. Так, в «Хронике Ливонии» говорится, что в 1203 году сам полоцкий князь Владимир в походе дошёл до Икскюля и Гольма. Вскоре, в том же году, и «король Герцике, подойдя к Риге с литовцами, угнал скот рижан, бывший на пастбищах, захватил двух священников <…>, рубивших с крестоносцами лес у Древней Горы, а Теодориха Брудегама, погнавшегося за ним с горожанами, убил». В 1206 году полоцкий князь Владимир вновь совершил поход на занятые немцами земли, дойдя до самой Риги.
Собравшись с силами и оправдывая свои действия защитой крещёных ливов, вендов и леттов, рижский епископ Альберт в 1209 году пошёл в поход против князя Всеволода. Неожиданно крестоносцы одержали быструю победу. Герцике был захвачен, а его деревянный замок — сожжён. Деревянная крепость Герцике с земляной насыпью была хорошо укреплена, но лучше вооружённым крестоносцам удалось легко её занять. Генрих Латвийский писал: «Тевтоны ворвались в ворота, но из уважения христианству убивали немногих, больше брали в плен или позволяли спастись бегством; женщин и детей, взяв в город, пощадили и многих взяли в плен. Король, переправившись в лодке через Двину, бежал со многими другими, но королева была захвачена и представлена епископу с её девушками, женщинами и всем имуществом». О богатстве города говорится тут же: «Тот день все войско оставалось в городе, собрало по всем его углам большую добычу, захватило одежду, серебро и пурпур, много скота, а из церквей колокола, иконы, прочее убранство, деньги и много добра и все это увезли с собой, благословляя Бога за то, что так внезапно он дал им победу над врагами и позволил без урона проникнуть в город». Опустошив город, крестоносцы подожгли его.
Увидев пожар с другой стороны реки и узнав о пленении княгини и разорении города, князь Всеволод пал духом. Он прибыл в Ригу и предстал перед епископом Альбертом, выражая покорность его воле. Последний предложил ему договор зависимости: «Если ты согласишься, — цитирует епископа хронист, — впредь избегать общения с язычниками-литовцами, не будешь пытаться вместе с ними разрушать нашу церковь, не станешь с литовцами разорять землю твоих русских христиан, если ты согласишься принести своё королевство в вечный дар церкви пресвятой Марии, так чтобы вновь получить его уже из наших рук и вместе с нами наслаждаться постоянным миром и согласием, тогда только мы отдадим тебе королеву со всеми пленными и всегда будем верно оказывать тебе помощь».
Вынужденно приняв унизительные условия мира, князь Всеволод получил обратно Герцике и прежние даннические земли. Он остался править, но уже на правах епископского вассала. Вскоре замок Герцике был восстановлен, а город отстроен. При этом немцы продолжали давление на герсикского князя. Так, они настояли на неравноправных переделах владений со Всеволодом: договор 1211 года о разделе и договор 1213 года об обмене земель. В то же время восстания местного населения против немецкого засилья жестоко подавлялись. Таким было, например, Аутинское восстание 1212 года, связанное с введением тяжёлой церковной десятины.
В 1212 году в Герцике состоялись важнейшие переговоры епископа Альберта с князем полоцким Владимиром, решившие будущую судьбу Ливонии. Генрих Латвийский в своей хронике пишет, что князь на переговорах настаивал на получении принадлежавших ему ранее даней от ливов и леттов. Епископ же требовал права обращать население в христианство по латинскому обряду. Споры быль столь горячими, что стороны чуть было не взялись за оружие. С трудом это было предотвращено, и автор «Хроники Ливонии» пишет, что князь полоцкий неожиданно ради мира и торговли «предоставил епископу всю Ливонию безданно, чтобы укрепился между ними вечный мир, как против литовцев, так и против других язычников, а купцам был всегда открыт свободный путь по Двине».
Однако, несмотря на договоры, отношения князя Всеволода с агрессивными епископом, крестоносцами и их подданными не могли быть дружественными. Так, вскоре епископ Альберт вдруг «поверил» наветам рыцарей из Куконоса (Кукейноса) на Всеволода, «что он уже много лет не является к отцу своему епископу, после того как получил от него своё королевство, а в то же время постоянно помогает литовцам советом и делом». С благословения и по совету епископа отряд рыцарей в 1214 году пошёл против князя Всеволода и хитростью завладел Герцике. Город был разграблен, а жители, которые не успели убежать в замок, взяты в плен. Герцике подвергся настолько сильному разорению, что с тех пор само княжество в анналах и договорах больше не упоминается. А в 1224 году князя Всеволода вынудили на очередную уступку — половина его замка и часть земель княжества отошли во владение к рижскому епископу Альберту, который даровал их рыцарю из Икскюля (Икескюлле) Конраду.
В 1225 году Ливонию посетил папский легат. Когда он находился со свитой в Земгалии, то среди других знатных лиц продемонстрировать ему своё почтение приезжал и Всеволод, герсикский князь («король Герцике»).
Когда точно умер князь Всеволод неизвестно, но уже после этого, в 1242 году, после поражения от русских на Чудском озере, немцы временно отказались от претензий на Латгалию. В Новгородской первой летописи сказано: «Того же лѣта Нѣмци прислаша с поклономь: „безъ князя что есмы зашли Водь, Лугу, Пльсковъ, Лотыголу мечемь, того ся всего отступаемъ; а что есмы изъимали мужии вашихъ, а тѣми ся розмѣнимъ: мы ваши пустимъ, а вы наши пустите“; и таль пльсковьскую пустиша и умиришася».
Герцике постепенно запустел и в документах 1255—1256 годов именуется уже не замком, а «горой». С середины XIV века название «Герцике» в источниках более не упоминается.

## В начале XX века
По данным на 1905 год, в Ливенгофской волости Двинского уезда Витебской губернии существовала деревня Царьград (ныне село Ерсика), в которой было 7 дворов и 49 жителей. Недалеко от деревни находились имение Царьград (2 двора, 24 жителя) и одноимённая железнодорожная станция (ныне Ерсика) Риго-Орловской железной дороги. Деревня Царьград относилась к Ливенгофскому римско-католическому приходу, имение Царьград — к Двинскому православному приходу.

## Современное село
Находится на автодороге A6 рядом с одноимённой станцией на железнодорожной линии Рига — Даугавпилс. В Ерсике есть начальная школа, действует православная церковь Преображения Господня.

### Православный храм в Ерсике
В селе находится необычный православный храм — его наружная обшивка стен, стропила, крыша, купол и даже оконные рамы сделаны из листового железа или чугуна. Церковь во имя Преображения Господня является разборной, и за свою историю не раз перевозилась с одного места на другое.
Существуют две основные версии происхождения данного храма. По одной версии, это бывший походный храм русской армии. По другой, церковь построена в начале XIX века для моряков Черноморского флота. Доподлинно известно, что в 1866 году по просьбе виленского генерал-губернатора Константина фон Кауфмана она была перевезена из Одессы в Динабург (ныне Даугавпилс). По его распоряжению храм установили на том месте, где в настоящее время стоит Борисоглебский собор. Позднее церковь освятили во имя святых равноапостольных Константина и Елены.
В 1904 году жители Царьграда (ныне Ерсики) и местная помещица А. Алексеева обратились с прошением в управление Полоцкой епархии о постройке православного храма. Было решено перевезти в Царьград из Двинска (бывшего Динабурга) «железную» церковь, так как на её месте предполагалось строительство нового большого собора. Разобранный храм благополучно доставили до места назначения и установили, а в октябре 1905 года протоиереем Петром Беллавиным он был освящён во имя Преображения Господня. Позднее рядом с церковью построили здание церковно-приходской школы.
Во время Первой мировой войны здание церковно-приходской школы было разрушено. Также несколько пострадала и сама церковь. В 1930-е годы проведён капитальный ремонт храма. 25 октября 1936 года церковь во имя Преображения Господня была заново освящена после ремонта. В 1938 году местная православная община насчитывала уже более ста прихожан, в большинстве своём латышей.
После Второй мировой войны храм постепенно пришёл в запустение. Лишь в 1998 году по благословению митрополита Рижского и всея Латвии Александра начались реставрационные работы. У Преображенской церкви появились новый купол и золочёный крест, была также благоустроена прилегающая территория. Ныне этот небольшой приход является действующим.
- Древнее городище Герцике (Ерсика)
- Православная церковь в Ерсике
- Железнодорожная станция Ерсика

### Исследования
- Алексеев Л. В. Полоцкая земля (очерки истории Северной Белоруссии в IX—XIII вв.). — М.: Наука, 1966. — С. 169—170.
- Аунс М. Политическая структура Древней Латгалии ХI — начала ХIII вв. // Изв. Акад. наук Латв. ССР. — 1982. — № 9.
- Булкин В. А. Герцике и Кукейнос (к постановке проблемы) // Проблемы отечественной и всеобщей истории. — Л., 1988. — Вып.11. — С. 124—139.
- Герсике // Энциклопедический словарь Брокгауза и Ефрона : в 86 т. (82 т. и 4 доп.). — СПб., 1890—1907.
- Герсике // Славянская энциклопедия: Киев. Русь — Московия. — Т. 1: [А — М] / Авт.-сост. В. В. Богуславский. — М.: ОЛМА-пресс, 2003. — С. 278.
- Желтов И. Герцике — Ярчик и древнее русское городище на берегу Авикшты // Риж. вестн. — 1886. — 1. VII (№ 143—144).
- Кейсслер Ф., фон. Окончание первоначального русского владычества в Прибалтийском крае в XIII столетии. — СПб., 1900. — VIII, 132 с.
- Клейненберг И. Э. О топониме «Gercike» в источниках XIII в. // Вспомогательные исторические дисциплины. — Л., 1972. — Вып. IV. — С. 120—127.
- Моора Х. А. Некоторые вопросы археологического исследования Прибалтики // КСИИМК. — М.: Изд-во АН СССР, 1952. — Вып. XLII. — С. 24—39.
- Назарова Е. Л. Герцике // Древняя Русь в средневековом мире: Энцикл. / Под общ. ред. Е. А. Мельниковой, В. Я. Петрухина. — М.: Ладомир, 2014. — С. 182—183.
- Назарова Е. Л. Русско-латгальские контакты в XII—XIII вв. в свете генеалогии князей Ерсике и Кокнесе // Древнейшие государства Восточной Европы: Материалы и исслед., 1992—1993 гг. — М., 1995. — С. 182—196.
- Матузова В. И., Назарова Е. Л. Крестоносцы и Русь: Кон. XII в. — 1270 г.: Тексты, пер., коммент. — М.: Индрик, 2002.
- Мугуревич Э. М. Восточная Латвия и соседние земли в X—XIII вв.: Экон. связи с Русью и др. территориями. Пути сообщения. — Рига: Зинатне, 1965.
- Штыхов Г. В. Центры княжеств в нижнем течении Западной Двины // Города Полоцкой земли (IX—XIII вв.). — Минск: Наука и техника, 1978. — С. 59—62.
- Balodis F. Jersika. — Riga, 1940.